# ジョン・パーサー (数学者)
ジョン・パーサー（英: John Purser、1835年 - 1903年）は、アイルランドの数学者、クイーンズ大学ベルファスト教授。

## 生い立ち
ギネスの有名な醸造所のゼネラルマネージャーであったジョン・ターシャス・パーサー（John Tertius Purser, 1809–1893）の息子に生まれ、裕福な家庭で育った。家族には芸術家のいとこセアラ・パーサーと義兄弟のジョン・パーサー・グリフィス、数学者フレデリック・パーサーがいる。1856年トリニティ・カレッジをB.A.で卒業した。
その後、パーサーはロス卿の子供ローレンスとチャールズの家庭教師を務めた。1863年、クイーンズ大学ベルファストの数学教授に任命され、1901年に引退するまで職務を続けた。 
パーサーは研究者というよりはむしろ教師として名を知られており、ジョゼフ・ラーモアや先に挙げたチャールズ・パーソンズ、ジョン・ヘンリー・マクファーランド、ウィリアム・マクファデン・オアなどを教導した。